# تفجير مسجد الخلاني 2007
وقع تفجير مسجد الخلاني في 19 يونيو 2007 عندما انفجرت شاحنة مفخخة أمام مسجد الخلاني الشيعي في بغداد بالعراق. قُتل ما لا يقل عن 78 شخصًا وجُرح 218 آخرون في الانفجار. وقع الانفجار بعد يومين فقط من رفع حظر التجول لمدة أربعة أيام الذي يحظر حركة المركبات في المدينة بعد تفجير مسجد العسكري (2007) وبعد ساعات فقط من بدء 10000 جندي أمريكي هجوم Arrowhead Ripper شمال بغداد. نظرًا لأن الموقع كان مسجدًا شيعيًا، يُفترض أن التفجير كان من عمل السنة. كما استُهدفت منطقة السنك التي وقع فيها الانفجار بسيارة مفخخة في 28 مايو 2007، مما أسفر عن مقتل 21 شخصًا.

## أهمية المسجد

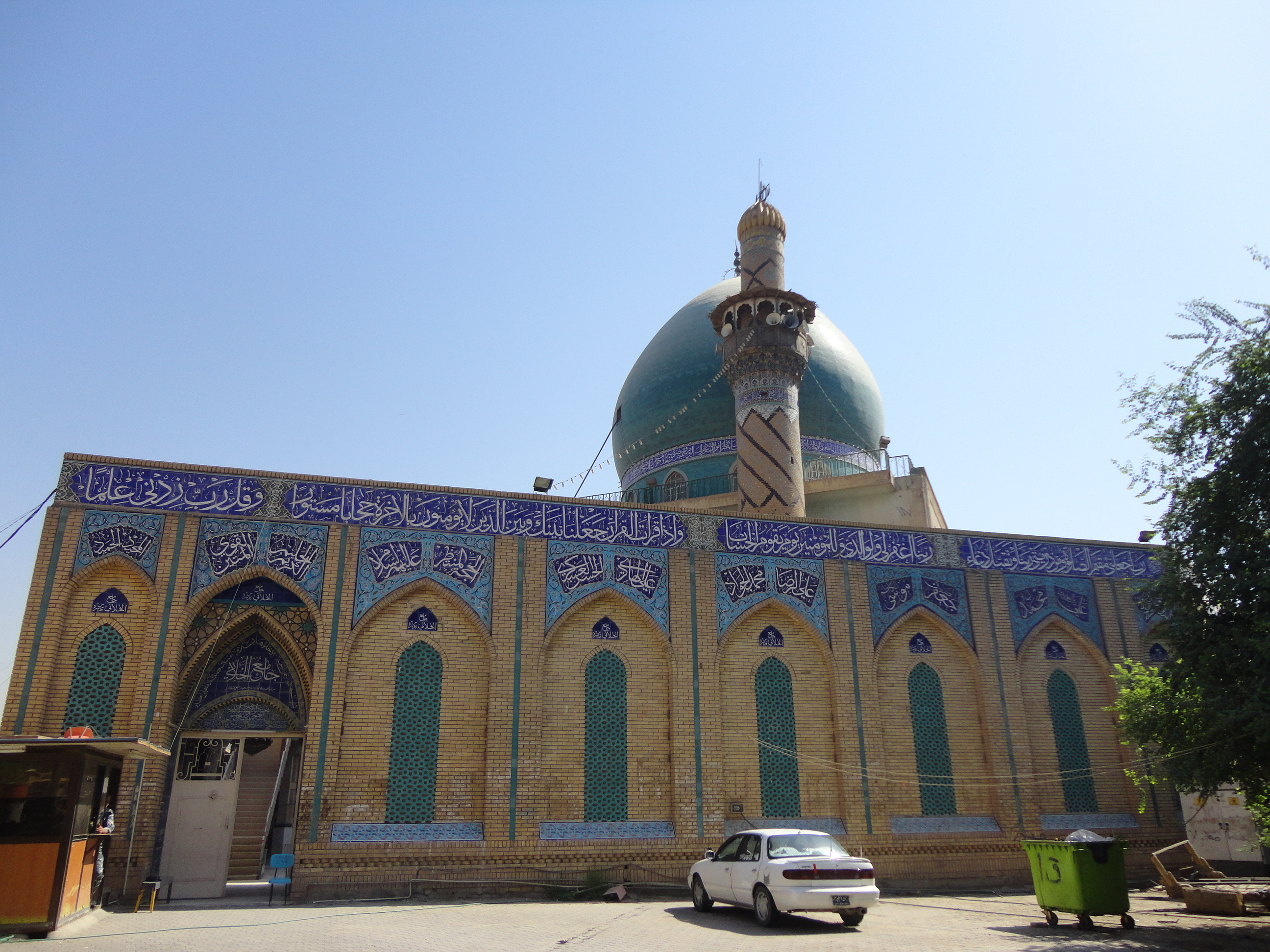
جامع الخلاني، 2012

سمي مسجد الخلاني عند الشيعة تكريماً لأحد نوابهم الأربعة "الدنيويين" الموقرين الذين عينهم الإمام محمد المهدي (الإمام المختفي الذي اختفى في القرن التاسع).

## الهجوم
ذكرت الشرطة العراقية أن شاحنةً مُحمّلة بمراوح كهربائية ومكيفات هواء استُخدمت لنقل القنبلة إلى موقف سيارات قرب مسجد الخولاني. قدّم الجيش الأمريكي روايةً مختلفةً للأحداث، مُعلنًا أن "الشاحنة كانت مُحمّلة بخزانات بروبان، وأن سائقًا انتحاريًا فجّر قنبلته عندما علقت السيارة أثناء محاولتها تجاوز الرصيف". وأشار تحقيقٌ أوليٌّ إلى أن الشاحنة المُستخدمة في الهجوم "كانت مُزوّدة بمادة تي إن تي على بُعد أقل من ميل من مكان انفجارها". انفجرت القنبلة حوالي الساعة 1:45. وأُقيمت صلاة الجمعة في الساعة 12:45 مساء بالتوقيت المحلي (10:45 بتوقيت جرينتش) خارج المسجد الذي يقع في منطقة السنك التجارية المزدحمة وسط بغداد.
كان جبار محمد القيسي، شاهد عيان على الانفجار، يملأ عبوة غاز سعة خمسة لترات في الجهة المقابلة من الشارع "عندما انفجرت شاحنة تحمل ما قدّره بستين عبوة غاز، مرسلةً العبوات في الهواء، مسببةً انفجارات ثانوية عند سقوطها على بُعد 100 ياردة". رأى كرة من النار ترتفع في الهواء، ثم استدار ليرى السيارة التي كانت تقل زوجته وبناته الثلاث، فرأى جدار المسجد ينهار عليها ويسحقهن ويقتلهن. "تجمدت من الصدمة. وبينما كنتُ أسرع إلى السيارة لأرى إن كان بإمكاني إنقاذهن، بدأت عبوات الغاز تنفجر واحدة تلو الأخرى".
بالإضافة إلى التسبب في انهيار جدار الفناء، دمر الانفجار أيضًا مبنى داخل مجمع المسجد مباشرة. تضرر حرم المسجد بشكل طفيف وظلت قبة المسجد الفيروزية قائمة. تسبب الانفجار في إصابة العديد من المصلين بحروق بالغة ودفنت الأنقاض الناتجة آخرين. قال إمام المسجد، الشيخ صالح الحيدري، إن القنبلة كانت مميتة بشكل خاص حيث كان المصلون يغادرون للتو من صلاة العشاء. قُتل ما لا يقل عن 78 شخصًا وأصيب أكثر من 218 بجروح. كان ستة من القتلى يعيشون في منزل خلف المسجد. احترقت عشرون سيارة خارج المسجد وتضرر خمسة وعشرون متجرًا قريبًا من الهجوم. وتابع الإمام الحيدري قائلاً "لقد خطط لهذا الهجوم ونفذته أرواح مريضة"، وأنه على الرغم من أنه لم يكن في المسجد في ذلك الوقت، إلا أن مكتبه والغرفة التي فوقه انهارا في الانفجار. أفاد كريم عبد الله، شاهد عيان كان متوجهاً للصلاة في المسجدين، قائلاً: "توقفتُ مصدوماً حين رأيتُ الدخان والناس على الأرض. رأيتُ رجلين أو ثلاثة رجال محترقين وهم يخرجون من سيارتهم". سُمع دوي إطلاق نار في المنطقة عقب الانفجار.  أظهر التلفزيون العراقي الرسمي "دخاناً أسود يتصاعد في الأفق، بينما كان الناس في الشارع يصرخون من شدة الألم... كانت واجهات المحلات مهدمة ومشتعلة، واشتعلت النيران في أكثر من اثنتي عشرة سيارة قريبة. سار السكان في المنطقة يجمعون أشلاء جثث وقطعاً من اللحم لم يعد بالإمكان التعرف عليها". نُقل العديد من الضحايا على وجه السرعة إلى مستشفيات الكندي والصدر ومدينة الطوب القريبة.

## ردود الفعل
أدان رئيس الوزراء نوري المالكي الهجوم، وأصدر بيانًا ألقى فيه باللوم على "التكفيريين والإرهابيين الذين يركزون على انتهاك المقدسات وقتل أرواح الأبرياء"، وقال "إنه يُظهر تصميم الصداميين والتكفيريين على إشعال العنف الطائفي. لقد شوه [التفجير] الوجه الجميل لبغداد بتدمير المعالم الدينية التي عرفتها على مر القرون".
ارتفع عدد قتلى مسجد الخلاني في بغداد نتيجة العنف الطائفي يوم الثلاثاء 19 يونيو/حزيران 2007 إلى 142 قتيلاً، "وهي حصيلة تعكس المذبحة التي وقعت خلال الأشهر التي سبقت بدء الحملة الأمنية الأمريكية في العاصمة في 14 فبراير/شباط". وكان هذا التفجير أعنف هجوم منفرد منذ أن أسفر انفجار سيارة مفخخة في سوق يهيمن عليه الشيعة عن مقتل 127 شخصاً في وسط بغداد في 18 أبريل/نيسان 2007. وقال العقيد كريستوفر سي. جارفر، المتحدث باسم الجيش الأمريكي، إن التفجير "يُظهر أهمية عملية "رأس السهم الخارق" الجارية والعمليات الأخرى التي سننفذها هذا الصيف. علينا أن نعثر على السيارات المفخخة والانتحاريين لمنع حدوث ذلك". وقال العميد العراقي وقال اللواء قاسم عطا إن التفجير هو علامة على تغيير التكتيكات - فبدلاً من بناء سيارات مفخخة خارج المدينة "يقوم المتمردون الآن ببناء سيارات مفخخة داخل بغداد، على أمل تجنب القيادة عبر المدينة والكشف عنهم عند نقاط التفتيش الأمنية التي أقيمت حديثًا".